# Šupinatkovití
Šupinatkovití (Anomaluridae) je čeleď menších až středně velkých hlodavců z podřádu Anomaluromorpha, kam patří i noháčovití (Pedetidae). Zahrnuje 3 rody s celkem 7 druhy žijícími v tropických, okrajově i subtropických oblastech rovníkové Afriky.
Kromě šupinatky plchovité (Zenkerella insignis) mají všechny ostatní druhy po bocích těla blánu, pomocí níž mohou plachtit ze stromu na strom. Jsou to převážně noční tvorové živící se hlavně tropickým ovocem a další vegetací. Český název těchto zvířat je odvozen od zvláštních šupin na jejich ocase.

## Výskyt
Šupinatky se vyskytují v rovníkové Africe od Guiney na západě přes Sierru Leone, Ghanu, Nigérii a další menší státy u pobřeží Guinejského zálivu; v centrální Africe pak přes Demokratickou republiku Kongo zasahuje i do Keni a Tanzanie až téměř k pobřeží Indického oceánu. Nejjižněji pak žijí v severních částech Angoly, Zambie a Malawi.
Obývají tropické deštné lesy a zasahují i do okrajových oblastí světlých tropických lesů, ale např. druh Anomalurus beecrofti se přizpůsobil i životu na plantážích olejnatých palem.

## Taxonomie
Známé rody jsou rozděleny do dvou podčeledí:
podčeleď Anomalurinae
- rod Anomalurus – šupinatka
  - druh Anomalurus beecrofti
  - druh Anomalurus derbianus – šupinatka Derbyho
  - druh Anomalurus pelii – šupinatka západoafrická
  - druh Anomalurus pusillus – šupinatka malá

podčeleď Zenkerellinae
- rod Idiurus
  - druh Idiurus macrotis
  - druh Idiurus zenkeri
- rod Zenkerella – šupinatka
  - druh Zenkerella insignis – šupinatka plchovitá

## Vzhled
Šupinatky svým vzhledem připomínají létající veverky – zejména poletuchy a poletušky (tribus Pteromyini) – ale charakteristické znaky jejich zubů, lebky i dalších částí kostry bližší příbuznost vylučují. Vnější podobnost je zřejmě výsledkem adaptace na stejné prostředí.
Délka jejich těla je v rozmezí 63–432 mm, ocas měří 60–456 mm. Jejich srst je hladká a většinou výrazně barevná. Mají dobře vyvinuté prsty se silnými drápy.
U kořene ocasu mají dvě řady překrývajících se šupin, které jim pomáhají při lezení po hladké kůře stromů a zřejmě také působí jako protiskluzová podložka při přistávání. Ostatní část ocasu je osrstěná a na jeho konci bývá štětička chlupů.
Šupinatky mají mezi předníma nohama, zadníma nohama a ocasem blánu, která je podobná bláně australských vakoveverek (rod Petaurus), ale vpředu je vyztužena chrupavčitým výběžkem, který vystupuje z loketního kloubu (poletuchy a poletušky mají podobný výrůstek, který však vychází ze zápěstí).

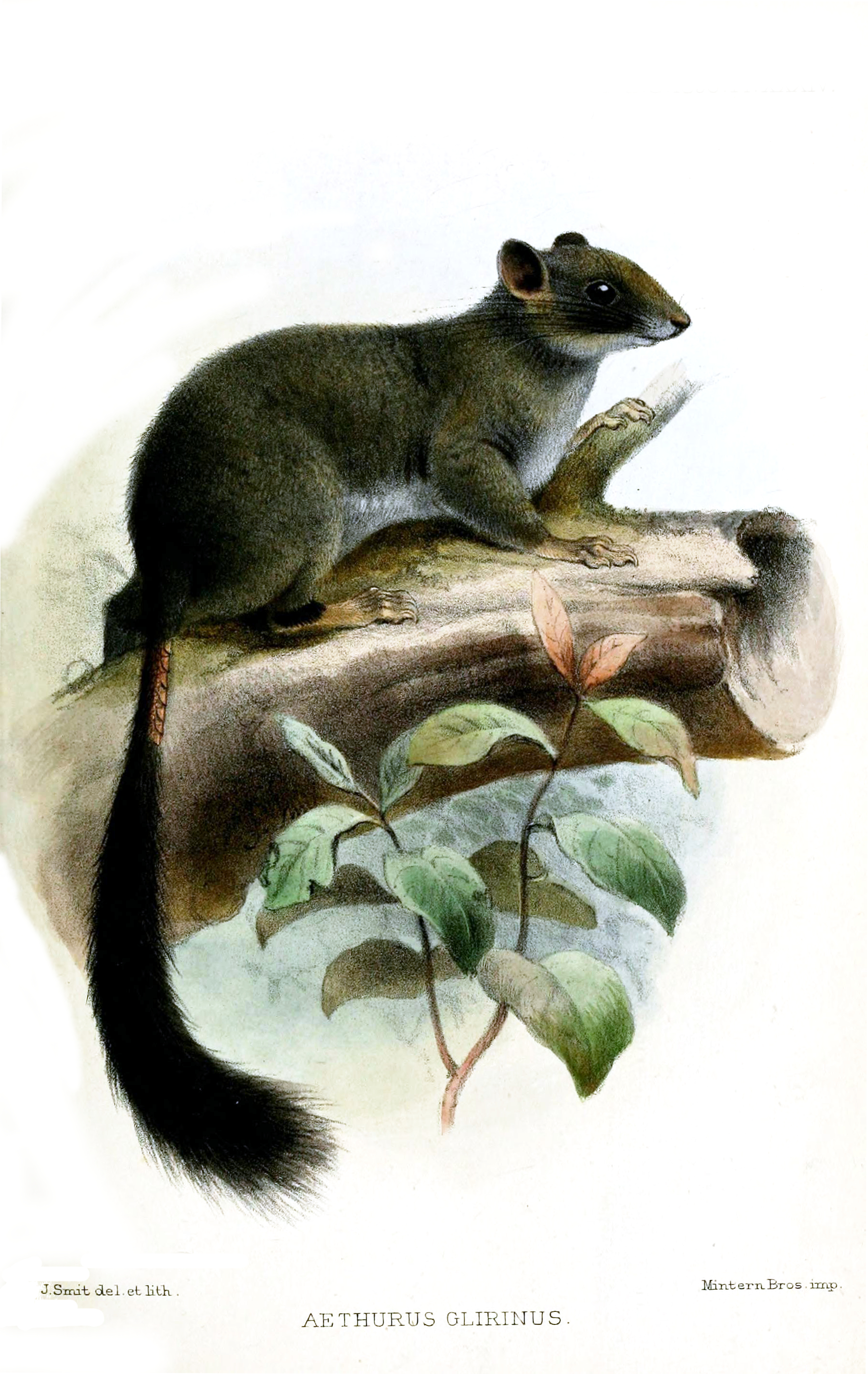
Nelétající šupinatka plchovitá

Oči a uši šupinatek jsou velké. Mají celkem 20 zubů; jejich zubní vzorec je
- 1.0.1.3
- 1.0.1.3

## Způsob života
Většina šupinatek jsou noční tvorové, kteří začínají být aktivní krátce po západu Slunce. Šupinktka plchovitá (Zenkerella insignis), která jako jediná nemá po bocích těla blánu, žije denním životem. Podobně jako poletuchy nebo letuchy nejsou schopny aktivního letu, ale vhodným napínáním své blány dokáží přeletět velkou vzdálenost – byl pozorován let dlouhý 250 m.
Doupata si budují v dutinách stromů až 40 m nad zemí. Přes den se někdy přidržují na kmenech stromů. Často žijí v párech a někdy se sdružují do větších skupin (např. šupinatka západoafrická).
Potrava je obecně rostlinná; konkrétněji je známá jen u některých druhů – jde o tropické ovoce, květy a listy, ale i kůra stromů a hmyz.

## Stupeň ohrožení
Žádný druh této čeledi není ohrožen a v červeném seznamu druhů jsou tedy šupinatky vyhodnoceny jako málo dotčený druh. Pouze u šupinatky západoafrické (Anomalurus pelii), dříve považované za obecně se vyskytující druh v Libérii, Pobřeží slonoviny a Ghaně, není dostatek pozorování z novějšího období, a proto je její „stupeň ohrožení“ označen jako Chybí údaje.